# Castelfranco di Sopra
Pour les articles homonymes, voir Castelfranco.
Castelfranco di Sopra est une ancienne commune italienne d'environ 3 100 habitants située dans la province d'Arezzo, dans la région Toscane en Italie centrale. Depuis le 1er janvier 2014, elle a fusionné avec la commune voisine Pian di Scò. Le nouveau nom de la commune est Castelfranco Piandiscò.

## Géographie
Le bourg de Castelfranco di Sopra est adossé au Pratomagno, un massif collinaire des Apennins culminant à 1 600 mètres d’altitude. Côté vallée se trouve le fleuve Arno (qui prend sa source dans la vallée du Casentino, longe le Valdarno, puis traverse Florence et trouve son embouchure près de Pise). Plus loin, se trouvent les collines du Chianti.

## Histoire
Castelfranco di Sopra a été fondée en 1299 par la République florentine comme un avant-poste militaire contre la commune d'Arezzo. Avec Terranuova Bracciolini et San Giovanni Valdarno, Castelfranco di Sopra fait partie des "terres neuves" en amont de l'Arno que la république de Florence crée au XIIIè siècle.
Il abritait autrefois une loggia dessinée par Arnolfo di Cambio, qui a été détruite au XIXe siècle lorsque les murailles médiévales ont également été démolies.

## Monuments et patrimoine
La Badia di San Salvatore a Soffena (it) est un ensemble architectural construit aux environs de l'an mil. Cet ensemble est constitué d'une église (chiesa), un cloitre (chiostro) et un couvent (convento). Le Pape Urbain II confia par une bulle l'ensemble aux moines Vallombrosani en 1090 (en référence à l’abbaye de Valombrosa). L'église a été entièrement reconstruite en 1394 en style gotique. La Badia subit un déclin au début du XVIIIe siècle, et les bâtiments furent utilisés pour un usage agricole jusque dans les années 1960. L'État Italien a racheté et restauré les bâtiments. De nos jours ils sont ouverts au public.
La tour "Arnolfo di Cambio" et une portion des anciens murs d'enceinte sont les vestiges les plus visibles de son passé d'avant-poste de la république de Florence. 
La piazza Vittorio Emanuele, la place principale du bourg, frappe par son équilibre et ses vastes dimensions. Elle résulte aussi du dessin urbain original d'Arnolfo di Cambio (XIIIe siècle).
Le paysage autour de Castelfranco di sopra est très particulier, avec des falaises (le balse) impressionnantes en pleine campagne.

## Administration
| Période                                  | Période | Identité | Étiquette | Qualité |
| ---------------------------------------- | ------- | -------- | --------- | ------- |
|                                          |         |          |           |         |
| Les données manquantes sont à compléter. |         |          |           |         |

### Communes limitrophes
Castel San Niccolò, Figline Valdarno, Loro Ciuffenna, Pian di Scò, Reggello, San Giovanni Valdarno, Terranuova Bracciolini

## Jumelages
- Saint-Saturnin-lès-Apt, France, depuis 1993
- Caldes d'Estrac, Espagne, depuis 2003